# Gangster City
Gangster City ist ein Deduktionsspiel der Spieleautoren Henrik Larsson und Kristian Amundsen Østby aus dem Jahr 2018. Das Spiel ist für einen bis sechs Spieler ab zehn Jahren konzipiert und ist im Jahr 2018 bei dem Verlag HUCH! zur Nürnberger Spielwarenmesse erschienen. Bei dem Spiel müssen die Mitspieler durch logische Kombinationen aus ihren Karten einen Mordfall aufklären. Neben der normalen Spielweise, bei denen die Spieler gegeneinander spielen, gibt es für das Spiel eine Solovariante, die auch kooperativ gespielt werden kann.

## Thema und Ausstattung
Bei dem Spiel geht es darum, dass die Teilnehmer aus ihren Karten einen Mordfall aufklären und dabei den Täter, die Waffe, den Ort des Verbrechens und das Motiv ermitteln müssen. Es ist entsprechend thematisch ähnlich wie das bekannte Brettspiel Cluedo und entspricht in seiner Herangehensweise anderen Logikrätseln. Wer zuerst zwei Fälle gelöst hat, gewinnt das Spiel.
Das Spielmaterial besteht vor allem aus 54 Fallkarten. Jede Fallkarte zeigen den jeweiligen Täter des Falls an dem Ort des Verbrechens sowie der Tatwaffe und dem Motiv für den Mord. Hinzu kommen neben der Spielanleitung sechs Standfüße, in denen jeweils eine Karte aufgestellt werden kann sowie sechs Spielerhilfen mit den Kurzregeln des Spiels.

## Spielweise
Vor Spielbeginn werden die Fallkarten gemischt und jeder Spieler bekommt verdeckt eine Fallkarte, die er nicht ansehen darf. Die Spieler stellen ihre Fallkarten so in die Standfüße, dass sie nur von den anderen Spielern gesehen und nicht von ihm selber eingesehen werden kann. Die restlichen Karten werden gemischt und als verdeckter Nachziehstapel in die Spielmitte gelegt, die obersten drei Karten werden aufgedeckt und daneben gelegt.
Das Spiel wird beginnend mit einem Startspieler im Uhrzeigersinn gespielt. Dabei hat jeder aktive Spieler die Wahl zwischen zwei möglichen Aktionen: er kann eine Karte nehmen und damit Ermittlungen anstellen oder er kann einen Verdacht aussprechen:
1. Nimmt ein Spieler eine Karte, hält er diese so hin, dass alle Mitspieler sie sehen und mit seiner Fallkerte vergleichen können. Die Mitspieler teilen ihm mit, wie viele Übereinstimmungen diese Karte mit der Fallkarte hat. Auf den Karten sind an den Rändern die Zahlen 0 bis 3 angegeben und der Spieler legt die Karte entsprechend der Angaben mit der Zahl der Übereinstimmungen vor sich ab. Hat er später das Gefühl, die Mitspieler haben ihm nicht die Wahrheit gesagt, darf er sie erneut befragen – trifft die Annahme zu, gilt sein Fall als gelöst.
2. Hat ein Spieler den Eindruck, seinen Fall anhand der vor ihm liegenden Hinweiskarten auflösen zu können, darf er einen Verdacht aussprechen. Statt eine Karte zu nehmen, benennt er den Täter, den Ort, das Motiv und die Tatwaffe und die Mitspieler teilen ihm mit, ob diese Angaben mit seiner Karte übereinstimmen. Hat er Unrecht, muss er weiterspielen, darf aber in dieser Runde keine Karte mehr ziehen. Hat er Recht, ist der Fall gelöst.

Hat ein Spieler einen Fall gelöst, darf er seine Fallkarte vor sich ablegen und eine neue Karte nehmen, die er wie die erste in den Standfuß stellt. Der Spieler, der zuerst zwei Fälle gelöst hat, gewinnt das Spiel.

### Regelverschärfungen
Die Spielanleitung schlägt zwei Regeländerungen vor, mit denen das Spiel etwas schwieriger gestaltet werden kann:
1. ein Spieler darf nur einmal einen Fall fehlerhaft auflösen und scheidet beim zweiten Mal aus.
2. die Anzahl der zu lösenden Fälle wird erhöht.

### Solospiel und kooperatives Spiel
Neben der normalen Spielweise, bei denen die Spieler gegeneinander spielen, gibt es für das Spiel eine Solovariante, die auch kooperativ gespielt werden kann. Im Fall des kooperativen Spiels versuchen alle Spieler gemeinsam einen Fall in Form eines Logik-Rätsels zu lösen. Dafür bietet die Spielanleitung eine Reihe von ungelösten Fällen mit verschiedenen Schwierigkeitsgraden an, die gelöst werden sollen. Hinter der Fallnummer werden einzelne Karten mit ihrer Nummer und die Anzahl ihrer Übereinstimmungen mit der Lösung angegeben. Diese Karten legt der Spieler oder die Gruppe vor sich ab und versucht, mit diesen Angaben den Fall zu lösen.

## Ausgaben
Das Spiel Gangster City wurde von den schwedischen Spieleautoren Henrik Larsson und Kristian Amundsen Østby entwickelt. Es erschien im Frühjahr 2018 bei dem Verlag HUCH! zur Nürnberger Spielwarenmesse in einer multilingualen Version auf Deutsch, Englisch, Französisch und Niederländisch.

## Belege
1. 1 2 3 4 5 6  Spieleanleitung Gangster City (Memento des Originals vom 31. März 2018 im Internet Archive)  Info: Der Archivlink wurde automatisch eingesetzt und noch nicht geprüft. Bitte prüfe Original- und Archivlink gemäß Anleitung und entferne dann diesen Hinweis.
2. ↑  Versionen von Gangster City bei BoardGameGeek; abgerufen am 30. März 2018.